# Institut de l'Angélus
L'Institut de l'Angélus est une école fondamentale catholique située à Woluwe-Saint-Lambert (Bruxelles).

## Description
Le bâtiment principal actuel a été construit en 1958, des classes annexes ayant été créées ultérieurement. L'école compte en 2025, 420 élèves de 2,5 à 12 ans[réf. nécessaire].
Les élèves de l'école école primaire portent un uniforme.
Il convient de ne pas confondre cette école avec l'Angelusinstituut, école néerlandophone située sur le même site géographique.
L'école dépend de l'Église du Divin Sauveur de Schaerbeek, le pouvoir organisateur étant le Comité scolaire du Divin Sauveur au même titre que l'école du même nom, située à Schaerbeek. Elle est membre du Secrétariat Général de l'Enseignement Catholique (SEGEC).

## Historique
Lors de la création du quartier des Constellations, dans les années 1950, il est apparu intéressant de créer une école pour les habitants de ces nouveaux logements. Celle-ci a alors été créée dans le presbytère de l’église du Divin Sauveur en attendant la construction de nouveaux bâtiments.
Le 2 février 1958, l’école y emménage et cinq classes y sont créées. À la rentrée de septembre 1958, ce sont 270 élèves qui sont inscrits dans l’établissement. Le bâtiment abrite alors également un couvent.
De 2015 à 2017, la demi-finale du concours des jeux mathématiques et logiques organisé par le CIJM se tient à l'Institut de l'Angélus,,.

## Projets
En 1995, l'école est mise à l'honneur dans une compétition sportive organisée par le COIB.
En 2011, les élèves de l’Institut de l’Angélus écrivent un livre avec l’aide de Carole Bonnet, fondatrice de Graines d’Écrivains.
En 2012, introduction de cours de chants au sein de l’école (projet présenté au prix de l’Innovation en Éducation la même année).
En 2016, ateliers de circomotricité.
En 2017, le Directeur général d'Infrabel, Luc Lallemand choisit l'école pour lancer la nouvelle campagne de sensibilisation des jeunes à la sécurité ferroviaire,.
Durant l'année scolaire 2017-2018, l'école lance un projet expérimental d'introduction de cours de codage informatique (à travers l'utilisation de robots dont il faut programmer les déplacements) afin de sensibiliser les élèves à la programmation et leur proposer d'acquérir des compétences en mathématiques de manière ludique,,, ,
De nombreuses activités extérieures sont également planifiées, comme la visite de la RTBF et des semaines de découvertes scientifiques réalisées en partenariat avec l'ASBL Cap Sciences.
En 2023, l'école est labellisée Eco-Schools en reconnaissance des ses efforts environnementaux.

## Accessibilité
Ce site est desservi par les lignes de bus 21, 79, 80 et est à 500 m de la station de prémétro Diamant.